# Combinado nórdico na Universíada de Inverno de 2009
O combinado nórdico na Universíada de Inverno de 2009 foi disputado no Resort de esqui Yabuli em Harbin, China entre 20 e 24 de fevereiro de 2009.

## Calendário
| Combinado nórdico           | Fevereiro | Fevereiro | Fevereiro | Fevereiro | Fevereiro | Fevereiro | Fevereiro | Fevereiro | Fevereiro | Fevereiro | Fevereiro | Fevereiro |
| Combinado nórdico           | 17        | 18        | 19        | 20        | 21        | 22        | 23        | 24        | 25        | 26        | 27        | 28        |
| --------------------------- | --------- | --------- | --------- | --------- | --------- | --------- | --------- | --------- | --------- | --------- | --------- | --------- |
| Individual - masculino      |           |           |           | 1         |           |           |           |           |           |           |           |           |
| Saídas em massa - masculino |           |           |           |           |           |           |           | 1         |           |           |           |           |
| Equipe - masculino          |           |           |           |           |           |           | 1         |           |           |           |           |           |

|  | Treino não oficial |  | Treino oficial |  | Dia de competição |  | Dia de final |

## Medalhistas
Esses foram os resultados dos medalhistas:
| Evento                                   | Ouro              | Prata                | Bronze               |
| ---------------------------------------- | ----------------- | -------------------- | -------------------- |
| Individual (K90, 10 km) - masculino      | GER Steffen Tepel | JPN Chota Hatakeyama | AUT Benjamin Kreiner |
| Saídas em massa (K90, 10 km) - masculino | JPN Koichiro Sato | JPN Takehiro Nagai   | CZE Petr Kutal       |
| Equipe (K90, 3×5 km) - masculino         | JPN Japão         | GER Alemanha         | RUS Rússia           |

## Quadro de medalhas
| Ordem | País         | Medalha de ouro | Medalha de prata | Medalha de bronze |   |
| ----- | ------------ | --------------- | ---------------- | ----------------- | - |
| 1     | JPN Japão    | 2               | 2                |                   | 4 |
| 2     | GER Alemanha | 1               | 1                |                   | 2 |
| 3     | AUT Áustria  |                 |                  | 1                 | 1 |
|       | CZE Chéquia  |                 |                  | 1                 | 1 |
|       | RUS Rússia   |                 |                  | 1                 | 1 |
| TOTAL | TOTAL        | 3               | 3                | 3                 | 9 |

## Masculino

### Individual
Esses são os resultados:
| Posição | Atleta                  | Salto de esqui | Salto de esqui | Cross-country | Cross-country |
| Posição | Atleta                  | Pontos         | Posição        | Tempo         | Posição       |
| ------- | ----------------------- | -------------- | -------------- | ------------- | ------------- |
|         | GER Steffen Tepel       | 113,5          | 5              | 33m30s1       | 2             |
|         | JPN Chota Hatakeyama    | 118,5          | 4              | 34m06s7       | 3             |
|         | AUT Benjamin Kreiner    | 106,0          | 13             | 34m51s5       | 5             |
| 4       | FRA Florian Pinel       | 69,0           | 24             | 32m25s6       | 1             |
| 5       | JPN Takehiro Nagai      | 101,5          | 15             | 34m53s4       | 7             |
| 6       | GER Florian Schillinger | 113,0          | 6              | 35m41s1       | 10            |
| 7       | JPN Naoki Kaede         | 109,5          | 9              | 35m40s8       | 9             |
| 8       | RUS Aleksandr Nikiforov | 111,0          | 7              | 35m58s4       | 12            |
| 9       | SUI Felix Klaesi        | 94,5           | 17             | 35m02s2       | 8             |
| 10      | GER Jens Kaufmann       | 107,5          | 11             | 35m56s6       | 11            |
| 11      | JPN Koichiro Sato       | 126,0          | 2              | 37m10s9       | 16            |
| 12      | RUS Michail Barinov     | 80,5           | 20             | 34m15s7       | 4             |
| 13      | CZE Petr Kutal          | 130,5          | 1              | 37m50s4       | 21            |
| 14      | UKR Vitalii Kazmiruk    | 105,5          | 14             | 36m11s4       | 13            |
| 15      | RUS Pavel Bazarov       | 107,5          | 11             | 36m48s2       | 15            |
| 16      | AUT Matija Druml        | 123,0          | 3              | 38m05s5       | 23            |
| 17      | RUS Dimitry Matveev     | 109,5          | 9              | 37m16s6       | 17            |
| 18      | RUS Ilja Lebedev        | 91,0           | 18             | 36m32s2       | 14            |
| 19      | CZE Tomáš Vambera       | 95,5           | 16             | 37m17s4       | 19            |
| 20      | RUS Damir Khinsertdinov | 60,0           | 26             | 34m52s5       | 6             |
| 21      | UKR Vasyl Zhurakivskyy  | 87,5           | 19             | 37m39s6       | 20            |
| 22      | CHN Sun Jianping        | 79,5           | 22             | 37m16s6       | 17            |
| 23      | CZE Jiří Kutal          | 74,0           | 23             | 37m57s9       | 22            |
| 24      | UKR Vadym Zhyvylo       | 80,0           | 21             | 41m22s0       | 25            |
| 25      | CHN Li Chao             | 67,5           | 25             | 41m06s4       | 24            |
| 26      | CHN Tian Zhandong       | 110,0          | 8              | 44m11s5       | 26            |

### Saídas em massa
Esses são os resultados:
| Posição | Atleta                  | Cross-country | Cross-country | Cross-country | Salto  | Total de pontos |
| Posição | Atleta                  | Tempo         | Posição       | Pontos        | Pontos | Total de pontos |
| ------- | ----------------------- | ------------- | ------------- | ------------- | ------ | --------------- |
|         | JPN Koichiro Sato       | 25m37s9       | 14            | 90,7          | 137,0  | 227,7           |
|         | JPN Takehiro Nagai      | 24m41s1       | 6             | 104,9         | 120,0  | 224,9           |
|         | CZE Petr Kutal          | 25m51s0       | 15            | 87,4          | 136,0  | 223,4           |
| 4       | JPN Chota Hatakeyama    | 24m18s0       | 3             | 110,7         | 112,0  | 222,7           |
| 5       | GER Steffen Tepel       | 23m44s6       | 2             | 119,0         | 101,0  | 220,0           |
| 6       | GER Florian Schillinger | 25m33s6       | 11            | 91,8          | 124,0  | 215,8           |
| 7       | RUS Dimitry Matveev     | 25m35s8       | 13            | 91,2          | 116,0  | 207,2           |
| 8       | RUS Aleksandr Nikiforov | 25m38s2       | 12            | 91,3          | 115,0  | 206,3           |
| 9       | FRA Florian Pinel       | 23m40s6       | 1             | 120,0         | 85,0   | 205,0           |
| 10      | UKR Vitalii Kazmiruk    | 24m40s2       | 5             | 105,1         | 91,0   | 196,1           |
| 11      | AUT Benjamin Kreiner    | 25m10s2       | 10            | 97,6          | 97,0   | 194,6           |
| 12      | UKR Vasyl Zhurakivskyy  | 26m27s0       | 19            | 78,4          | 114,0  | 192,4           |
| 13      | RUS Ilja Lebedev        | 25m53s5       | 16            | 86,8          | 95,0   | 181,8           |
| 14      | GER Jens Kaufmann       | 26m35s0       | 20            | 76,4          | 94,0   | 170,4           |
| 15      | RUS Michail Barinov     | 24m37s5       | 4             | 105,8         | 63,0   | 168,8           |
| 16      | JPN Naoki Kaede         | 24m54s8       | 8             | 102,0         | 66,0   | 168,0           |
| 17      | CZE Tomáš Vambera       | 27m12s6       | 23            | 67,0          | 92,0   | 159,0           |
| 18      | CHN Sun Jianping        | 26m16s0       | 17            | 81,2          | 74,0   | 155,2           |
| 19      | RUS Yuri Iyust          | 27m03s6       | 22            | 69,3          | 80,0   | 149,3           |
| 20      | AUT Matija Druml        | 26m45s6       | 21            | 73,8          | 75,0   | 148,8           |
| 21      | RUS Damir Khinsertdinov | 25m08s8       | 9             | 98,0          | 39,0   | 137,0           |
| 22      | CZE Jiří Kutal          | 26m26s3       | 18            | 78,6          | 51,0   | 129,6           |
| 23      | UKR Vadym Zhyvylo       | 29m04s3       | 24            | 39,1          | 84,0   | 123,1           |
| 24      | CHN Li Chao             | 29m46s6       | 25            | 28,5          | 42,0   | 70,5            |
| 25      | SUI Felix Klaesi        | 24m45s0       | 7             | 103,9         | DSQ    | 103,9           |

### Equipe
Esses são os resultados:
| Posição             | Equipe             | Salto de esqui | Salto de esqui | Cross-country | Cross-country |
| Posição             | Equipe             | Pontos         | Posição        | Tempo         | Posição       |
| ------------------- | ------------------ | -------------- | -------------- | ------------- | ------------- |
|                     | JPN Japão          | 295,5          | 3              | 36m04s5       | 1             |
| Takehiro Nagai      | 98,5               | 4              | 11m56s7        | 2             |               |
| Naoki Kaede         | 80,0               | 6              | 12m11s1        | 1             |               |
| Chota Hatakeyama    | 117,0              | 1              | 11m56s7        | 1             |               |
|                     | GER Alemanha       | 290,0          | 5              | 36m38s1       | 2             |
| Jens Kaufmann       | 82,5               | 4              | 12m17s7        | 3             |               |
| Florian Schillinger | 101,5              | 2              | 12m16s9        | 2             |               |
| Steffen Tepel       | 106,0              | 2              | 12m03s6        | 2             |               |
|                     | RUS Rússia         | 297,0          | 2              | 37m09s5       | 3             |
| Michail Barinov     | 87,5               | 5              | 11m43s6        | 1             |               |
| Aleksandr Nikiforov | 111,0              | 3              | 12m27s9        | 3             |               |
| Pavel Bazarov       | 98,5               | 3              | 12m58s0        | 6             |               |
| 4                   | AUT Áustria        | 334,0          | 1              | 40m05s3       | 6             |
| 4                   | Matija Druml       | 104,0          | 3              | 13m11s7       | 6             |
| 4                   | Bastian Kaltenböck | 116,5          | 1              | 14m24s5       | 6             |
| 4                   | Benjamin Kreiner   | 113,5          | 2              | 12m29s1       | 3             |
| 5                   | CZE Chéquia        | 246,5          | 6              | 37m56s0       | 4             |
| 5                   | Tomáš Vambera      | 62,5           | 6              | 12m27s9       | 4             |
| 5                   | Jiří Kutal         | 86,5           | 6              | 12m50s7       | 5             |
| 5                   | Petr Kutal         | 97,5           | 5              | 12m37s4       | 4             |
| 6                   | UKR Ucrânia        | 291,0          | 4              | 39m44s2       | 5             |
| 6                   | Vadym Zhyvylo      | 112,5          | 1              | 14m10s0       | 7             |
| 6                   | Vasyl Zhurakivskyy | 98,0           | 4              | 12m49s0       | 4             |
| 6                   | Vitalii Kazmiruk   | 80,5           | 5              | 12m45s2       | 5             |
| 7                   | CHN China          | 205,5          | 7              | 44m24s7       | 7             |
| 7                   | Sun Jianping       | 62,0           | 7              | 13m11s3       | 5             |
| 7                   | Li Chao            | 65,0           | 7              | 14m31s3       | 7             |
| 7                   | Yang Guang         | 78,5           | 7              | 16m42s2       | 7             |